# Stadttheater Memmingen

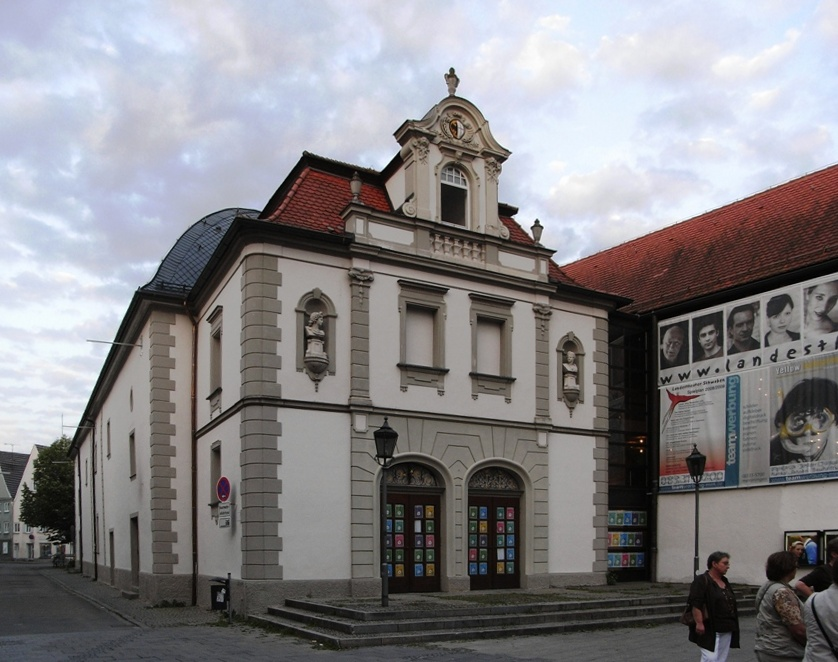
Stadttheater

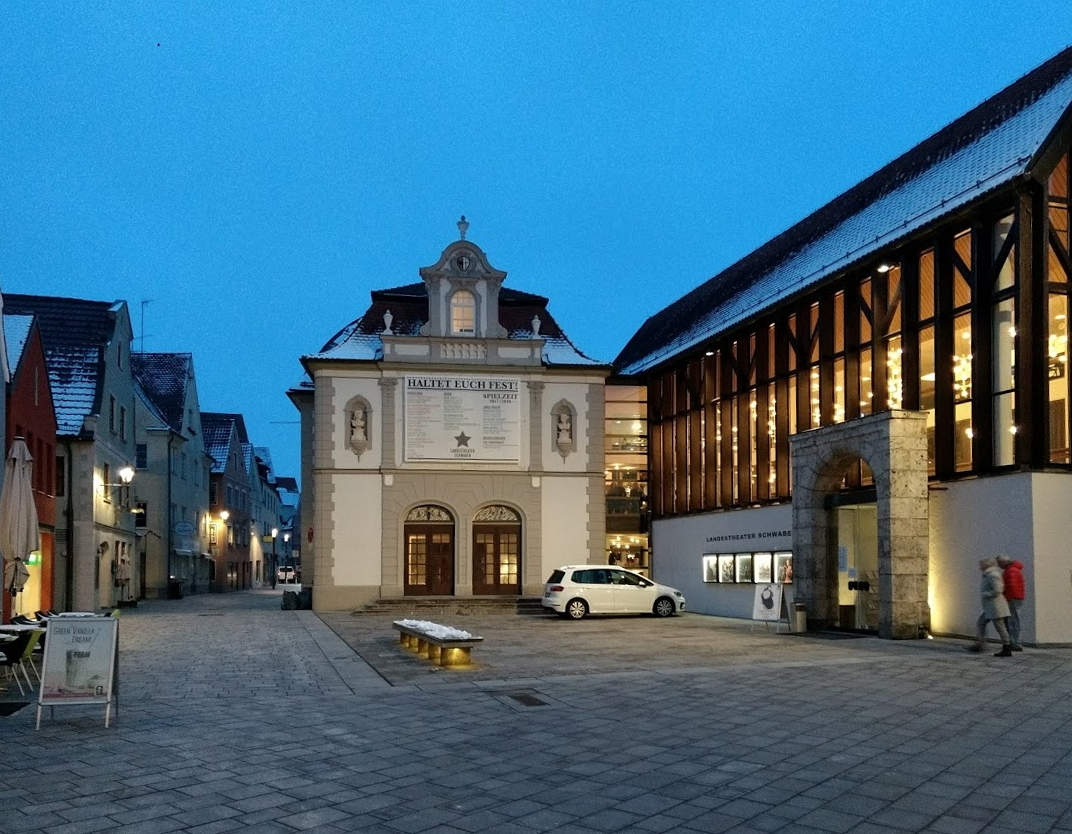
Stadttheater mit Foyer (rechts)

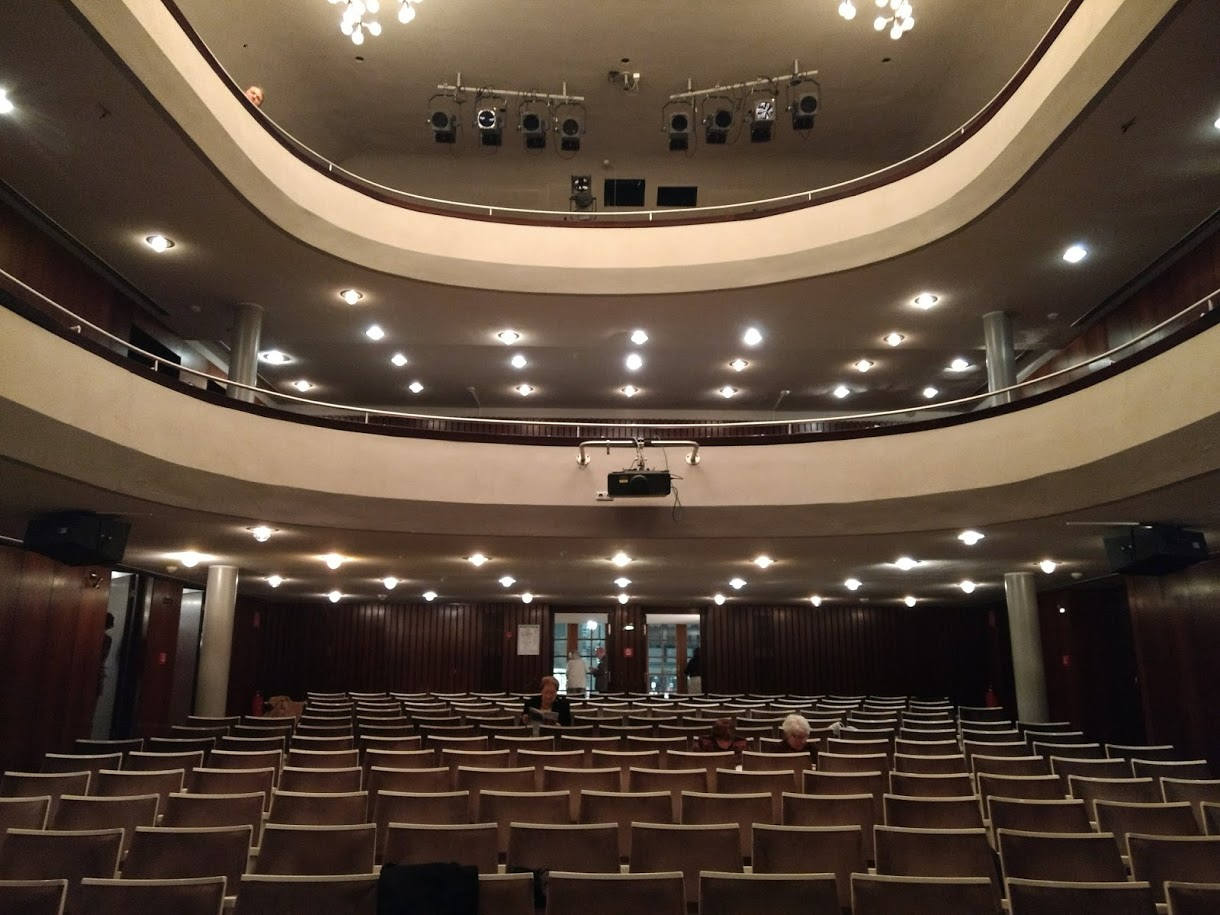
Theatersaal

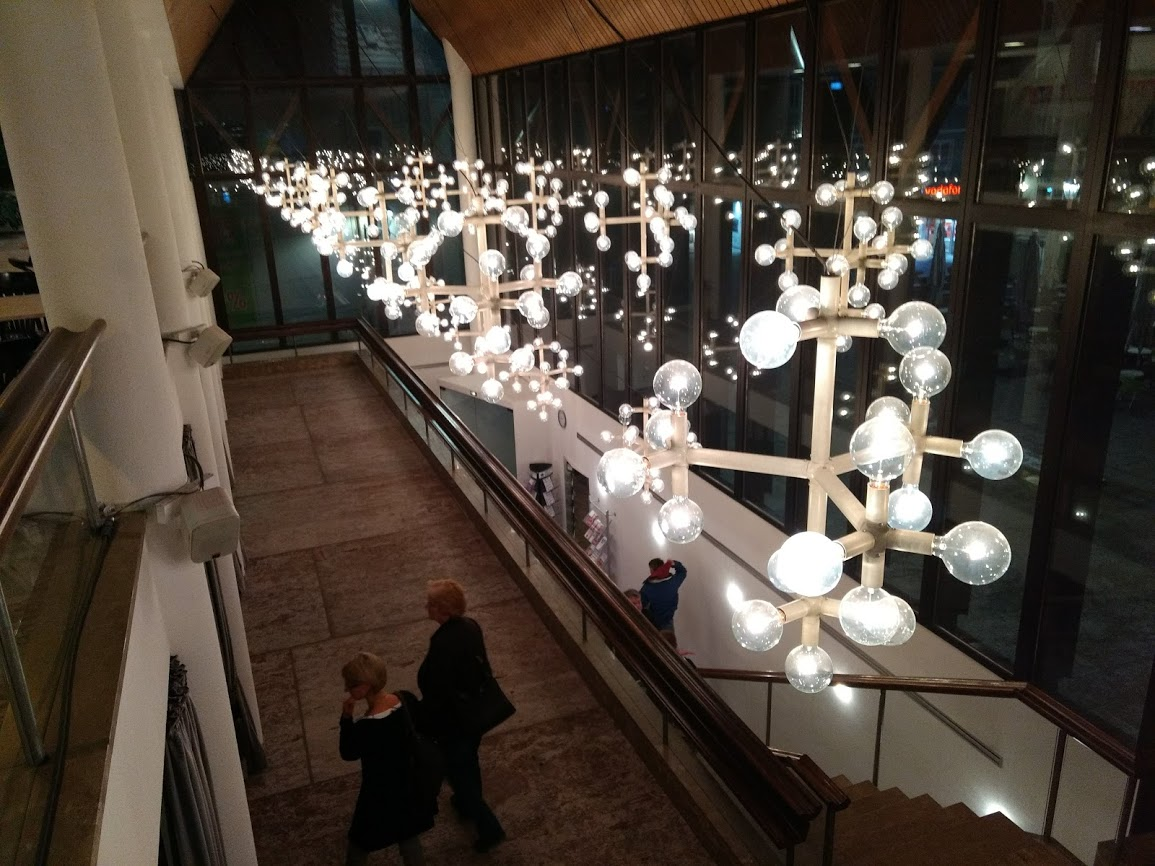
Foyer

Das Stadttheater Memmingen, auch Theaterstadel genannt, ist ein städtisches Theatergebäude in der oberschwäbischen Stadt Memmingen. Das ehemals zum Augustinerinnenkloster gehörende Gebäude wird seit 1802 als Theater genutzt. Heute ist es Hauptsitz des Landestheaters Schwaben.

## Lage
Das Gebäude liegt zentral in der südlichen Altstadt von Memmingen zwischen dem Weinmarkt und dem Schrannenplatz. Vor dem Gebäude ist der Theaterplatz, das Gebäude hat die Adresse Theaterplatz 4–6.

## Geschichte
Ursprünglich beherbergte das Gebäude das Nonnenkloster St. Elisabeth. Das Augustinerinnenkloster außerhalb der Stadt Memmingen entstand aus einer Gemeinschaft von Frauen, die sich nach der Regel des dritten Ordens des Hl. Franziskus zusammengeschlossen hatten, um Armen- und Krankenfürsorge zu betreiben. Das 1258 erstmals erwähnte Kloster St. Elisabeth stellte ein einfaches, aber großes Giebelgebäude in Nord-Süd-Richtung mit einer dazu im rechten Winkel stehenden kleinen Klosterkirche (heutiges Theaterfoyer) dar. Um 1380 wurde das Kloster im Zuge der Stadterweiterung in die Stadt integriert.
Im Rahmen der Um- und Neubauten an der Klosterkirche wurde 1472–1475 auch der dreiflügelige Kreuzgang mit Kreuzrippengewölbe an der Südseite der Klosterkirche errichtet.
Der Gewölbeschlussstein im 3. Joch mit dem Zeichen des Steinmetzmeisters belegt die Vollendung des Kreuzgangs im Jahr 1475. Der Kreuzgang kann heute durch das Theaterfoyer betreten werden. Er enthält Fresken des Künstlers Hans Strigel der Jüngere.
Das Kloster St. Elisabeth wurde 1529 als erstes Memminger Kloster im Zuge der Reformation säkularisiert. Das Klostergebäude ging in den Besitz des Unterhospitals über
und erfuhren verschiedene Nutzungsänderungen, mit vermutlich umfangreichen baulichen Veränderungen.
Zunächst fand der reichstädtische Almoskasten hier seinen Sitz, ehe 1572 die Lateinschule einzog. Mit deren Schließung nach der Mediatisierung der Reichsstadt Memmingen 1802 wurde das ehemalige Klostergebäude zum Volksschulhaus („Elsbethenschule“).
Die Klosterkirche wurde 1610 in einen Zehntstadel und Wohnhaus umgewandelt. Nach einem weiteren Umbau um 1620 wurde die ehemalige Klosterkirche bis 1802 als Zeughaus der Reichsstadt genutzt. 1802 erwarb die „Dramatische-Liebhaber-Gesellschaft“ das Gebäude und errichtete darin ein Theater, das heutige Stadttheater.
Das Stadtmodell aus den Jahren 1822–1830 belegt, dass die bauliche Situation des ehem. Klosterareals, das heute Elsbethenareal genannt wird, in den Jahren 1690 bis 1830 weitestgehend nicht verändert wurde.
1877/78 erfolgte, mit Unterstützung des Theaterbauvereins, der erste große Eingriff in die historische Bausubstanz der ehemaligen Klosteranlage.
Unter anderem wurde das Dach des Theatergebäudes erneuert. Nach dem Entfernen der Bundbalken und dem Einbau einer zur damaligen Zeit modernen Eisenkonstruktion wurde die Decke des Theatersaals angehoben. Das Dach erhielt erstmals eine Schiefereindeckung.
1904/05 die Westseite der Theaterfassade wurde im Neubarocken Stil umgestaltet (heutiges „altes Foyer“).
Das heutige Theaterfoyer mit Garderobe und sanitären Einrichtungen im Bereich der ehemaligen Klosterkirche geht auf die Umbaumaßnahmen der Jahre 1974–1976 zurück. Seither ist der Kreuzgang vom Foyer aus zugänglich.
2008 wurde das Gebäude der Elsbethenschule abgebrochen, um das Stadttheater nach Süden erweitern zu können.
Mit einem Erweiterungsbau, der im Oktober 2010 fertiggestellt wurde, sind alle vom Theaterstandort ausgelagerten Räumlichkeiten am Stadttheater zusammengeführt.
Eine große Bühnenschleuse mit ihrem Glasdach ist Bindeglied zwischen dem bestehenden Theatergebäude, dem Foyer und dem Neubau. Die angegliederten „gläsernen“ Werkstätten im Erdgeschoss sollen durch ihre Offenheit Einblicke in den Theaterbetrieb ermöglichen. Die erdgeschossig angeordnete Gastronomie mit Ausrichtung zum Elsbethenhof besitzt eine interne Verbindung in das Theaterfoyer.
Die 2010 integrierte Studiobühne im zweiten Obergeschoss wird über das bestehende Foyer erschlossen, so dass Alt- und Neubau ineinander übergehen. Im nichtöffentlichen Bereich des zweiten Obergeschosses sind die Probebühnen, Nebenräume und Theaterwohnungen untergebracht, im dritten Obergeschoss hat die Verwaltung ihren Platz. Alle Geschosse, einschließlich der Tiefgarage sind barrierefrei erschlossen.

## Nutzung
Seit 1937 hat das Stadttheater Memmingen ein stehendes Ensemble und ist heute Sitz des Landestheaters Schwaben.